# Pachymetana baldasseronii
Pachymetana baldasseronii is een vlinder uit de familie spinners (Lasiocampidae). De wetenschappelijke naam van deze soort is voor het eerst geldig gepubliceerd in 1937 door Berio.
De soort komt voor in tropisch Afrika.